# Oethecoctonus pleuralis
Oethecoctonus pleuralis är en stekelart som beskrevs av Lubomir Masner 1983. Oethecoctonus pleuralis ingår i släktet Oethecoctonus och familjen Scelionidae. Inga underarter finns listade i Catalogue of Life.